# أندريا بوجارت
أندريا بوجارت (بالإنجليزية: Andrea Bogart)‏ مواليد 1 يونيو 1977 في ميزوري، الولايات المتحدة، هي ممثلة أمريكية بدأت مسيرتها الفنية عام 2001.

## وصلات خارجية
- أندريا بوجارت على موقع IMDb (الإنجليزية)
- أندريا بوجارت على موقع قاعدة بيانات الفيلم (الإنجليزية)